# (4729) Mikhailmilʹ
(4729) Mikhailmilʹ est un astéroïde de la ceinture principale.

## Description
(4729) Mikhailmilʹ est un astéroïde de la ceinture principale. Il fut découvert le 8 septembre 1980 à Naoutchnyï par Lioudmila Jouravliova. Il présente une orbite caractérisée par un demi-grand axe de 2,22 UA, une excentricité de 0,17 et une inclinaison de 2,3° par rapport à l'écliptique.

## Compléments